# Faculdade Municipal de Educação e Meio Ambiente
Faculdade Municipal de Educação e Meio Ambiente (FAMA) é uma instituição pública de ensino superior, sediada no município de Clevelândia, no Paraná. Foi fundada em 20 de outubro de 2015 a partir da estatização pelo município da Fundação de Ensino Superior de Clevelândia, mantenedora da Faculdade de Ensino Superior de Clevelândia (FESC), entidade privada que existiu entre 1999 e 2015. É a primeira e única instituição pública de ensino superior sob administração municipal no estado. Atualmente, é dirigida pelo prof. Me. Braian Lucas Camargo Almeida.

## Histórico
A Fundação de Ensino Superior de Clevelândia, responsável por manter a faculdade FESC, foi criada em 1999 como instituição sem fins lucrativos pela Lei Municipal nº. 1.610 de 30 de setembro de 1999. Era gerida por um conselho de curadores e iniciou suas atividades acadêmicas com o curso de Administração Empresarial com Ênfase em Agronegócios, autorizado a funcionar em 2001, sendo reconhecido em 2005. Em 2002, a Secretaria de Estado da Ciência, Tecnologia e Ensino Superior do Paraná (SETI) autorizou o funcionamento do curso de Licenciatura Plena em Geografia, reconhecido em 2006. Em 2006, foi autorizado o curso de Análise e Desenvolvimento de Sistemas. O último curso implantado foi o curso de Pedagogia, autorizado pelo governo estadual a funcionar em 2010.
Em 2011, o Ministério da Educação estabeleceu um regime de migração de sistemas das instituições de educação superior privadas ligadas aos Conselhos Estaduais de Educação, que passaram à jurisdição do Conselho Nacional de Educação.
Em 2015, o governo municipal de Clevelândia e o governo estadual iniciaram negociações na intenção de municipalizar a FESC, o que culminou na promulgação da Lei Municipal n. 2.542, de 20 de outubro de 2015, criando a Faculdade Municipal de Educação e Meio Ambiente (FAMA). O pedido de credenciamento da FAMA chegou ao Conselho Estadual de Educação em dezembro do mesmo ano.
Em 2016, a SETI pronunciou-se favorável à criação da FAMA, que foi confirmada pelo Decreto Estadual n. 3.755, de 31 de março de 2016. Desde então, a instituição é vinculada ao Sistema Estadual de Ensino do Paraná, tendo sido incorporados à nova instituição todos os alunos regularmente matriculados na extinta FESC.

### Campi
São três campi: Campus I Administrativo (antiga FESC), Campus II Sede (antigo Parque de Exposições Portal do Sudoeste) e Campus III Ambiental.

## Relação com o meio ambiente
Desde sua criação, a FAMA anuncia ser “a primeira faculdade municipal pública mantida com recursos da preservação ambiental”, sendo este o motivo para o nome da faculdade conter meio ambiente sem que, no entanto, haja cursos desta área na instituição.